# Premi del Cinema Europeu al descobriment europeu de l'any
El Premi de cinema europeu - Prix Eurimages o European Discovery ha estat atorgat anualment des de 1988 per l'Acadèmia de Cinema Europeu. Originalment es va anomenar Premi del Cinema Europeu al descobriment europeu de l'any. També va rebre el nom de Premi Fassbinder.

## Guanyadors i nominats

### Dècada del 1980
| 1988                 | Millor pel·lícula jove de l'any          | Millor pel·lícula jove de l'any | Millor pel·lícula jove de l'any            | Millor pel·lícula jove de l'any | Millor pel·lícula jove de l'any | Millor pel·lícula jove de l'any | Millor pel·lícula jove de l'any |
| 1988                 | Mujeres al borde de un ataque de nervios | Pedro Almodóvar                 | Agustín Almodóvar                          | Espanya                         |                                 |                                 |                                 |
| 1988                 | Kárhozat                                 | Béla Tarr                       | József Marx, Tamas Liszkay                 | Hongria                         |                                 |                                 |                                 |
| 1988                 | Dni zatmenía (Дни затмения)              | Aleksandr Sokúrov               | -                                          | Unió Soviètica                  |                                 |                                 |                                 |
| 1988                 | Domani accadrà                           | Daniele Luchetti                | Angelo Barbagallo, Nanni Moretti           | Itàlia                          |                                 |                                 |                                 |
| 1988                 | Ofelaš                                   | Nils Gaup                       | John M. Jacobsen                           | Noruega                         |                                 |                                 |                                 |
| 1988                 | Reefer and the Model                     | Joe Comerford                   | Lelia Doolan                               | Irlanda                         |                                 |                                 |                                 |
| 1988                 | Dilluns tempestuós                       | Mike Figgis                     | Nigel Stafford-Clark                       | ,                               |                                 |                                 |                                 |
| 1989                 |                                          |                                 |                                            |                                 |                                 |                                 |                                 |
| 300 mil do nieba     | Maciej Dejczer                           | TOR Film Production             | Polònia                                    |                                 |                                 |                                 |                                 |
| My Left Foot         | Jim Sheridan                             | Noel Pearson                    | República d'Irlanda                        |                                 |                                 |                                 |                                 |
| Cinema Paradiso      | Giuseppe Tornatore                       | Franco Cristaldi                | Itàlia                                     |                                 |                                 |                                 |                                 |
| Kuduz                | Ademir Kenović                           | Bakir Tanović                   | República Federal Socialista de Iugoslàvia |                                 |                                 |                                 |                                 |
| Scandal              | Michael Caton-Jones                      | Stephen Woolley                 | Regne Unit                                 |                                 |                                 |                                 |                                 |
| Wallers letzter Gang | Christian Wagner                         | Christian Wagner                | Alemanya                                   |                                 |                                 |                                 |                                 |
| Sis                  | Zülfü Livaneli                           | Ülker Livanelli                 | Turquia                                    |                                 |                                 |                                 |                                 |

### Dècada del 1990
| 1990                           | Millor pel·lícula jove de l'any                  | Millor pel·lícula jove de l'any                  | Millor pel·lícula jove de l'any                  | Millor pel·lícula jove de l'any                  | Millor pel·lícula jove de l'any                  | Millor pel·lícula jove de l'any                  |                                                  |
| 1990                           | Enric V                                          | Kenneth Branagh                                  | Bruce Sharman                                    | Regne Unit                                       |                                                  |                                                  |                                                  |
| 1990                           | Un monde sans pitié                              | Éric Rochant                                     | Alain Rocca                                      | França                                           |                                                  |                                                  |                                                  |
| 1990                           | Turnè                                            | Gabriele Salvatores                              | Vittorio Cecchi Gori, Gianni Minervini           | Itàlia                                           |                                                  |                                                  |                                                  |
| 1990                           | La blanca paloma                                 | Juan Miñón                                       | Eduardo Campoy                                   | Espanya                                          |                                                  |                                                  |                                                  |
| 1990                           | Zamri, umri, voskresni!                          | Vitali Kanevski                                  | -                                                | Unió Soviètica                                   |                                                  |                                                  |                                                  |
| 1991                           |                                                  |                                                  |                                                  |                                                  |                                                  |                                                  |                                                  |
| Toto le Héros                  | Jaco Van Dormael                                 | Pierre Drouot                                    | Bèlgica                                          |                                                  |                                                  |                                                  |                                                  |
| Delicatessen                   | Marc Caro, Jean-Pierre Jeunet                    | Claudie Ossard                                   | França                                           |                                                  |                                                  |                                                  |                                                  |
| Ultrà                          | Ricky Tognazzi                                   | Claudio Bonivento                                | Itàlia                                           |                                                  |                                                  |                                                  |                                                  |
| 1992                           |                                                  |                                                  |                                                  |                                                  |                                                  |                                                  |                                                  |
| De noorderlingen               | Alex van Warmerdam                               | Laurens Geels, Dick Maas                         | Països Baixos                                    |                                                  |                                                  |                                                  |                                                  |
| Nord                           | Xavier Beauvois                                  | Bernard Verley, Jean-Bernard Fetoux              | França                                           |                                                  |                                                  |                                                  |                                                  |
| Trys dienos                    | Šarūnas Bartas                                   | Audrius Kuprevičius                              | Lituània                                         |                                                  |                                                  |                                                  |                                                  |
| 1993                           |                                                  |                                                  |                                                  |                                                  |                                                  |                                                  |                                                  |
| Orlando                        | Sally Potter                                     | Christopher Sheppard                             | Regne Unit                                       |                                                  |                                                  |                                                  |                                                  |
| Va succeir a prop de casa teva | Rémy Belvaux, André Bonzel i Benoît Poelvoorde   | Rémy Belvaux, André Bonzel i Benoît Poelvoorde   | Bèlgica                                          |                                                  |                                                  |                                                  |                                                  |
| La Petite Amie d'Antonio       | Manuel Poirier                                   | Jean-Christophe Colson                           | França                                           |                                                  |                                                  |                                                  |                                                  |
| 1994                           |                                                  |                                                  |                                                  |                                                  |                                                  |                                                  |                                                  |
| Le fils du requin              | Agnès Merlet                                     | Francois Fries                                   | França                                           |                                                  |                                                  |                                                  |                                                  |
| Woyzeck                        | János Szász                                      | Péter Barbalics, László Sipos                    | Hongria                                          |                                                  |                                                  |                                                  |                                                  |
| Kosh ba kosh                   | Bakhtyar Khudojnazarov                           | Bakhtyar Khudojnazarov                           | Tajikistan                                       |                                                  |                                                  |                                                  |                                                  |
| 1995                           |                                                  |                                                  |                                                  |                                                  |                                                  |                                                  |                                                  |
| La Haine                       | Mathieu Kassovitz                                | Christophe Rossignon                             | França                                           |                                                  |                                                  |                                                  |                                                  |
| Butterfly Kiss                 | Michael Winterbottom                             | Julie Baines, Sarah Daniel                       | Regne Unit                                       |                                                  |                                                  |                                                  |                                                  |
| Der Totmacher                  | Romuald Karmakar                                 | Romuald Karmakar                                 | Alemanya                                         |                                                  |                                                  |                                                  |                                                  |
| 1996                           |                                                  |                                                  |                                                  |                                                  |                                                  |                                                  |                                                  |
| Some Mother's Son              | Terry George                                     | Jim Sheridan Arthur Lappin Edward Burke          | Irlanda                                          |                                                  |                                                  |                                                  |                                                  |
| Beautiful Thing                | Hettie Macdonald                                 | Tony Garnett Bill Shapter                        | Regne Unit                                       |                                                  |                                                  |                                                  |                                                  |
| Lea                            | Ivan Fíla                                        | Ivan Fila Eliska Sekavova Herbert Rimbach        | Alemanya                                         |                                                  |                                                  |                                                  |                                                  |
| 1997                           | Descobriment europeu de l'any – Premi Fassbinder | Descobriment europeu de l'any – Premi Fassbinder | Descobriment europeu de l'any – Premi Fassbinder | Descobriment europeu de l'any – Premi Fassbinder | Descobriment europeu de l'any – Premi Fassbinder | Descobriment europeu de l'any – Premi Fassbinder | Descobriment europeu de l'any – Premi Fassbinder |
| 1997                           | La Vie de Jésus                                  | Bruno Dumont                                     | Rachid Bouchareb, Jean Bréhat                    | França                                           |                                                  |                                                  |                                                  |
| 1998                           | Descobriment europeu – Premi Fassbinder          | Descobriment europeu – Premi Fassbinder          | Descobriment europeu – Premi Fassbinder          | Descobriment europeu – Premi Fassbinder          | Descobriment europeu – Premi Fassbinder          | Descobriment europeu – Premi Fassbinder          | Descobriment europeu – Premi Fassbinder          |
| 1998                           | Festen                                           | Thomas Vinterberg                                | Birgitte Hald Morten Kaufmann                    | Dinamarca                                        |                                                  |                                                  |                                                  |
| 1998                           | La Vie rêvée des anges                           | Érick Zonca                                      | François Marquis                                 | França                                           |                                                  |                                                  |                                                  |
| 1999                           |                                                  |                                                  |                                                  |                                                  |                                                  |                                                  |                                                  |
| The War Zone                   | Tim Roth                                         | Sarah Radclyffe, Dixie Linder                    | ,                                                |                                                  |                                                  |                                                  |                                                  |

### Dècada del 2000
| 2000                     | Descobriment europeu – Premi Fassbinder | Descobriment europeu – Premi Fassbinder                                                             | Descobriment europeu – Premi Fassbinder                                  | Descobriment europeu – Premi Fassbinder | Descobriment europeu – Premi Fassbinder | Descobriment europeu – Premi Fassbinder | Descobriment europeu – Premi Fassbinder |
| 2000                     | Ressources humaines                     | Laurent Cantet                                                                                      | Caroline Benjo, Carole Scotta                                            | ,                                       |                                         |                                         |                                         |
| 2000                     | 101 Reykjavík                           | Baltasar Kormákur                                                                                   | Michael P. Aust, Baltasar Kormákur, Þorfinnur Ómarsson, Ingvar Þórðarson | ,                                       |                                         |                                         |                                         |
| 2000                     | Gangster No. 1                          | Paul McGuigan                                                                                       | Jonathan Cavendish, Norma Heyman                                         | ,                                       |                                         |                                         |                                         |
| 2000                     | Kennedy et moi                          | Sam Karmann                                                                                         | Christian Bérard, Edouard Weil                                           | França                                  |                                         |                                         |                                         |
| 2000                     | Nordrand                                | Barbara Albert                                                                                      | Erich Lackner                                                            | ,                                       |                                         |                                         |                                         |
| 2000                     | Some Voices                             | Simon Cellan-Jones                                                                                  | Damian Jones, Graham Broadbent                                           | Regne Unit                              |                                         |                                         |                                         |
| 2000                     | Tillsammans                             | Lukas Moodysson                                                                                     | Lars Jönsson                                                             | ,                                       |                                         |                                         |                                         |
| 2000                     | Tuvalu                                  | Veit Helmer                                                                                         | Vladimir Andreyev                                                        | Alemanya                                |                                         |                                         |                                         |
| 2000                     | Vergiss Amerika                         | Vanessa Jopp                                                                                        | Katja De Bock, Alena Rimbach, Herbert Rimbach                            | Alemanya                                |                                         |                                         |                                         |
| 2001                     |                                         | |                                                                          |                                         |                                         |                                         |                                         |
| El Bola                  | Achero Mañas                            | Francisco Lázaro, José Antonio Félez                                                                | Espanya                                                                  |                                         |                                         |                                         |                                         |
| alaska.de                | Esther Gronenborn                       | Dietmar Güntsche, Eberhard Junkersdorf                                                              | Alemanya                                                                 |                                         |                                         |                                         |                                         |
| De zee die denkt         | Gert de Graaff                          | René Huybrechtse, René Scholten                                                                     | Països Baixos                                                            |                                         |                                         |                                         |                                         |
| Hundstage                | Ulrich Seidl                            | Philippe Bober, Helmut Grasser                                                                      | Àustria                                                                  |                                         |                                         |                                         |                                         |
| Jalla! Jalla!            | Josef Fares                             | Anna Anthony                                                                                        | Suècia                                                                   |                                         |                                         |                                         |                                         |
| Dead End Streets         | Stavros Ioannou                         | ?                                                                                                   | Grècia                                                                   |                                         |                                         |                                         |                                         |
| Last Resort              | Paweł Pawlikowski                       | Ruth Caleb                                                                                          | Regne Unit                                                               |                                         |                                         |                                         |                                         |
| Lovely Rita              | Jessica Hausner                         | Barbara Albert                                                                                      | ,                                                                        |                                         |                                         |                                         |                                         |
| Maimil                   | Aktan Abdykalykov                       | Marc Baschet                                                                                        | ,                                                                        |                                         |                                         |                                         |                                         |
| Happy Man                | Małgorzata Szumowska                    | Wojciech Has                                                                                        | Polònia                                                                  |                                         |                                         |                                         |                                         |
| 2002                     |                                         | |                                                                          |                                         |                                         |                                         |                                         |
| Hukkle                   | György Pálfi                            | András Böhm, Csaba Bereczky                                                                         | Hongria                                                                  |                                         |                                         |                                         |                                         |
| Due amici                | Spiro Scimone, Francesco Sframeli       | Andrea Nuzzolo, Francesco Tornatore                                                                 | Itàlia                                                                   |                                         |                                         |                                         |                                         |
| Små ulykker              | Annette K. Olesen                       | Ib Tardini                                                                                          | ,                                                                        |                                         |                                         |                                         |                                         |
| Respiro                  | Emanuele Crialese                       | Domenico Procacci, Anne-Dominique Toussaint                                                         | ,                                                                        |                                         |                                         |                                         |                                         |
| No Regrets               | Benjamin Quabeck                        | Michael Schaefer, Stephanie Wagner                                                                  | Alemanya                                                                 |                                         |                                         |                                         |                                         |
| Smoking Room             | Roger Gual, Julio D. Wallovits          | Adolfo Blanco, Quique Camín                                                                         | Espanya                                                                  |                                         |                                         |                                         |                                         |
| Pleasant Days            | Kornél Mundruczó                        | Philippe Bober, Zsófia Kende, Viktória Petrányi, Kornél Sipos                                       | Hongria                                                                  |                                         |                                         |                                         |                                         |
| The Warrior              | Asif Kapadia                            | F. Serkan Acar, Kadir Sözen                                                                         | ,                                                                        |                                         |                                         |                                         |                                         |
| Guardian of the Frontier | Maja Weiss                              | Ida Weiss                                                                                           | ,                                                                        |                                         |                                         |                                         |                                         |
| What's Going On?         | Rabah Ameur-Zaïmeche                    | ?                                                                                                   | França                                                                   |                                         |                                         |                                         |                                         |
| The Kite                 | Aleksei Muradov                         | Pyotr Chernyayev, Robert Filatov, Aleksei Muradov, Yevgeniya Tirdatova                              | Rússia                                                                   |                                         |                                         |                                         |                                         |
| 2003                     |                                         | |                                                                          |                                         |                                         |                                         |                                         |
| El retorn                | Andrei Zviagintsev                      | Yelena Kovalyova, Dmitri Lesnevsky                                                                  | Rússia                                                                   |                                         |                                         |                                         |                                         |
| Gori vatra               | Pjer Žalica                             | Ademir Kenović                                                                                      | ,                                                                        |                                         |                                         |                                         |                                         |
| Les hores del dia        | Jaime Rosales                           | María José Díez, Ismael Glück                                                                       | Espanya                                                                  |                                         |                                         |                                         |                                         |
| Mon idole                | Guillaume Canet                         | Alain Attal                                                                                         | França                                                                   |                                         |                                         |                                         |                                         |
| Reconstruction           | Christoffer Boe                         | Tine Grew Pfeiffer                                                                                  | Dinamarca                                                                |                                         |                                         |                                         |                                         |
| Schultze gets the blues  | Michael Schorr                          | Jens Körner                                                                                         | Alemanya                                                                 |                                         |                                         |                                         |                                         |
| Young Adam               | David Mackenzie                         | Jeremy Thomas                                                                                       | ,                                                                        |                                         |                                         |                                         |                                         |
| 2004                     |                                         | |                                                                          |                                         |                                         |                                         |                                         |
| Certi bambini            | Antonio Frazzi, Andrea Frazzi           | Rosario Rinaldo                                                                                     | Itàlia                                                                   |                                         |                                         |                                         |                                         |
| Brodeuses                | Éléonore Faucher                        | Alain Benguigui, Bertrand Van Effenterre                                                            | França                                                                   |                                         |                                         |                                         |                                         |
| Kroko                    | Sylke Enders                            | Christiane Hartmann, Gudrun Ruzicková-Steiner                                                       | Alemanya                                                                 |                                         |                                         |                                         |                                         |
| Or                       | Keren Yedaya                            | Emmanuel Agneray, Jérôme Bleitrach, Marek Rozenbaum, Itai Tamir                                     | ,                                                                        |                                         |                                         |                                         |                                         |
| Ta divna splitska noć    | Arsen Anton Ostojić                     | Jozo Patljak                                                                                        | Croàcia                                                                  |                                         |                                         |                                         |                                         |
| Vremia jatvi             | Marina Razbejkina                       | Tatiana Kanaieva, Natalia Jeltukhina                                                                | Rússia                                                                   |                                         |                                         |                                         |                                         |
| 2005                     |                                         | |                                                                          |                                         |                                         |                                         |                                         |
| Anklaget                 | Jakob Thuesen                           | Thomas Heinesen                                                                                     | Dinamarca                                                                |                                         |                                         |                                         |                                         |
| Alice                    | Marco Martins                           | Paulo Branco                                                                                        | Portugal                                                                 |                                         |                                         |                                         |                                         |
| 4                        | Ilya Khrzhanovsky                       | Yelena Yatsura                                                                                      | Rússia                                                                   |                                         |                                         |                                         |                                         |
| Stranger                 | Małgorzata Szumowska                    | Karl Baumgartner, Raimond Goebel                                                                    | ,                                                                        |                                         |                                         |                                         |                                         |
| Quand la mer monte...    | Yolande Moreau, Gilles Porte            | Humbert Balsan, Catherine Burniaux                                                                  | ,                                                                        |                                         |                                         |                                         |                                         |
| Saimir                   | Francesco Munzi                         | Cristiano Bortone, Daniele Mazzocca                                                                 | Itàlia                                                                   |                                         |                                         |                                         |                                         |
| Uno                      | Aksel Hennie                            | Jørgen Storm Rosenberg                                                                              | Noruega                                                                  |                                         |                                         |                                         |                                         |
| 2006                     |                                         | |                                                                          |                                         |                                         |                                         |                                         |
| 13 Tzameti               | Géla Babluani                           | Géla Babluani                                                                                       | ,                                                                        |                                         |                                         |                                         |                                         |
| Fresh Air                | Ágnes Kocsis                            | Ferenc Pusztai                                                                                      | Hongria                                                                  |                                         |                                         |                                         |                                         |
| Pingpong                 | Matthias Luthardt                       | Niklas Bäumer, Anke Hartwig                                                                         | Alemanya                                                                 |                                         |                                         |                                         |                                         |
| Z odzysku                | Sławomir Fabicki                        | Łukasz Dzięcioł, Piotr Dzięcioł                                                                     | Polònia                                                                  |                                         |                                         |                                         |                                         |
| 2007                     |                                         | |                                                                          |                                         |                                         |                                         |                                         |
| La banda ens visita      | Eran Kolirin                            | Ehud Bleiberg, Koby Gal-Raday, Guy Jacoel, Eylon Ratzkovsky, Yossi Uzrad                            | ,                                                                        |                                         |                                         |                                         |                                         |
| Control                  | Anton Corbijn                           | Anton Corbijn, Todd Eckert, Orian Williams, Iain Canning, Peter Heslop, Tony Wilson, Deborah Curtis | ,                                                                        |                                         |                                         |                                         |                                         |
| Takva                    | Özer Kiziltan                           | Sevil Demirci, Önder Çakar                                                                          | ,                                                                        |                                         |                                         |                                         |                                         |
| Gegenüber                | Jan Bonny                               | Bettina Brokemper                                                                                   | Alemanya                                                                 |                                         |                                         |                                         |                                         |
| 2008                     |                                         | |                                                                          |                                         |                                         |                                         |                                         |
| Hunger                   | Steve McQueen                           | Laura Hastings-Smith, Robin Gutch                                                                   | ,                                                                        |                                         |                                         |                                         |                                         |
| Snijeg                   | Aida Begić                              | Benny Drechsel, Karsten Stoeter, Elma Tataragić                                                     | ,                                                                        |                                         |                                         |                                         |                                         |
| Summer Book              | Seyfi Teoman                            | Yamaç Okur, TNadir Operli                                                                           | Turquia                                                                  |                                         |                                         |                                         |                                         |
| Tulpan                   | Serguei Dvortsevoi                      | Karl Baumgartner, Thanassis Karathanos                                                              | ,                                                                        |                                         |                                         |                                         |                                         |
| 2009                     |                                         | |                                                                          |                                         |                                         |                                         |                                         |
| Katalin Varga            | Peter Strickland                        | Tudor Giurgiu, Oana Giurgiu, Peter Strickland                                                       | ,                                                                        |                                         |                                         |                                         |                                         |
| Gagma napiri             | George Ovashvili                        | George Ovashvili, Sain Gabdullin                                                                    | ,                                                                        |                                         |                                         |                                         |                                         |
| Ajami                    | Scandar Copti, Yaron Shani              | Mosh Danon, Thanassis Karathanos, Talia Kleinhendler                                                | ,                                                                        |                                         |                                         |                                         |                                         |
| Be Good                  | Juliette Garcias                        | Marianne Slot                                                                                       | ,                                                                        |                                         |                                         |                                         |                                         |
| Sonbahar                 | Özcan Alper                             | F. Serkan Acar, Kadir Sözen                                                                         | ,                                                                        |                                         |                                         |                                         |                                         |

### Dècada del 2010
| 2010                     | Descobriment europeu - Prix Fipresci                        | Descobriment europeu - Prix Fipresci                                           | Descobriment europeu - Prix Fipresci                                                           | Descobriment europeu - Prix Fipresci                        | Descobriment europeu - Prix Fipresci                        | Descobriment europeu - Prix Fipresci                        | Descobriment europeu - Prix Fipresci                        |
| 2010                     | Lebanon                                                     | Samuel Maoz                                                                    | Moshe Edery, Leon Edery, David Silber, Uri Sabag, Einat Bickel, Benjamina Mirnik, Illan Girard | ,                                                           |                                                             |                                                             |                                                             |
| 2010                     | Nothing Personal                                            | Urszula Antoniak                                                               | Reinier Selen, Edwin van Meurs                                                                 | ,                                                           |                                                             |                                                             |                                                             |
| 2010                     | Die Fremde                                                  | Feo Aladag                                                                     | Feo Aladag, Züli Aladag                                                                        | Alemanya                                                    |                                                             |                                                             |                                                             |
| 2010                     | Si Vull Xiular, Xiulo                                       | Florin Serban                                                                  | Catalin Mitulescu, Florin Serban                                                               | ,                                                           |                                                             |                                                             |                                                             |
| 2010                     | La doppia ora                                               | Giuseppe Capotondi                                                             | Alessandro Fabbri, Ludovica Rampoldi, Stefano Sardo                                            | Itàlia                                                      |                                                             |                                                             |                                                             |
| 2011                     |                                                             |                                                                                |                                                                                                |                                                             |                                                             |                                                             |                                                             |
| Adem                     | Hans Van Nuffel                                             | Jean-Claude Van Rijckeghem, Dries Phlypo                                       | ,                                                                                              |                                                             |                                                             |                                                             |                                                             |
| Atmen                    | Karl Markovics                                              | Dieter Pochlatko, Nikolaus Wisiak                                              | Àustria                                                                                        |                                                             |                                                             |                                                             |                                                             |
| Michael                  | Markus Schleinzer                                           | Nikolaus Geyrhalter, Michael Kitzberger, Wolfgang Widerhofer, Markus Glaser    | Àustria                                                                                        |                                                             |                                                             |                                                             |                                                             |
| Nothing’s All Bad        | Mikkel Munch-Fals                                           | Meta Louise Foldager, Stine Meldgaard Madsen                                   | Dinamarca                                                                                      |                                                             |                                                             |                                                             |                                                             |
| Tilva Roš                | Nikola Ležaić                                               | Uroš Tomić, Nikola Ležaić, Mina Đukić                                          | Sèrbia                                                                                         |                                                             |                                                             |                                                             |                                                             |
| 2012                     |                                                             |                                                                                |                                                                                                |                                                             |                                                             |                                                             |                                                             |
| Kauwboy                  | Boudewijn Koole                                             | Jan van der Zanden, Wilant Boekelman                                           | Països Baixos                                                                                  |                                                             |                                                             |                                                             |                                                             |
| Broken                   | Rufus Norris                                                | Dixie Linder, Tally Garner, Nick Marston, Bill Kenwright                       | Regne Unit                                                                                     |                                                             |                                                             |                                                             |                                                             |
| Reported Missing         | Jan Speckenbach                                             | Anke Hartwig                                                                   | Alemanya                                                                                       |                                                             |                                                             |                                                             |                                                             |
| 10 Timer til Paradis     | Mads Matthiesen                                             | Morten Kiems Juhl                                                              | Dinamarca                                                                                      |                                                             |                                                             |                                                             |                                                             |
| Twilight Portrait        | Angelina Nikonova                                           | Leonid Ogaryov, Angelina Nikonova, Olga Dihovichnaya                           | Rússia                                                                                         |                                                             |                                                             |                                                             |                                                             |
| 2013                     |                                                             |                                                                                |                                                                                                |                                                             |                                                             |                                                             |                                                             |
| Oh Boy!                  | Jan Ole Gerster                                             | Marcos Kantis, Alexander Wadouh                                                | Alemanya                                                                                       |                                                             |                                                             |                                                             |                                                             |
| Äta sova dö              | Gabriela Pichler                                            | China Åhlander                                                                 | Suècia                                                                                         |                                                             |                                                             |                                                             |                                                             |
| Call Girl                | Mikael Marcimain                                            | Mimmi Spång                                                                    | ,                                                                                              |                                                             |                                                             |                                                             |                                                             |
| Miele                    | Valeria Golino                                              | Riccardo Scamarcio, Viola Prestieri, Anne-Dominique Toussaint, Raphaël Berdugo | ,                                                                                              |                                                             |                                                             |                                                             |                                                             |
| La plaga                 | Neus Ballús                                                 | Pau Subirós                                                                    | Espanya                                                                                        |                                                             |                                                             |                                                             |                                                             |
| 2014                     | Descobriment europeu - Prix Fipresci (Critics Choice Award) | Descobriment europeu - Prix Fipresci (Critics Choice Award)                    | Descobriment europeu - Prix Fipresci (Critics Choice Award)                                    | Descobriment europeu - Prix Fipresci (Critics Choice Award) | Descobriment europeu - Prix Fipresci (Critics Choice Award) | Descobriment europeu - Prix Fipresci (Critics Choice Award) | Descobriment europeu - Prix Fipresci (Critics Choice Award) |
| 2014                     | Plèmia                                                      | Miroslav Slaboixpitski                                                         | Valentyn Vasyanovych, Iya Myslytska                                                            | Ucraïna                                                     |                                                             |                                                             |                                                             |
| 2014                     | 10.000 km                                                   | Carlos Marqués-Marcet                                                          | Tono Folguera, Sergi Moreno, Jana Díaz Juhl, Danielle Schleif, Pau Brunet                      | Espanya                                                     |                                                             |                                                             |                                                             |
| 2014                     | La herida                                                   | Fernando Franco                                                                | Koldo Zuazua                                                                                   | Espanya                                                     |                                                             |                                                             |                                                             |
| 2014                     | '71                                                         | Yann Demange                                                                   | Angus Lamont, Robin Gutch                                                                      | Regne Unit                                                  |                                                             |                                                             |                                                             |
| 2014                     | Party Girl                                                  | Marie Amachoukeli, Claire Burger, Samuel Theis                                 | Marie Masmonteil, Denis Carot                                                                  | França                                                      |                                                             |                                                             |                                                             |
| 2015                     |                                                             |                                                                                |                                                                                                |                                                             |                                                             |                                                             |                                                             |
| Mustang                  | Deniz Gamze Ergüven                                         | Charles Gillibert                                                              | ,                                                                                              |                                                             |                                                             |                                                             |                                                             |
| Ich seh, Ich seh         | Veronika Franz, Severin Fiala                               | Ulrich Seidl                                                                   | Àustria                                                                                        |                                                             |                                                             |                                                             |                                                             |
| Limbo                    | Anna Sofie Hartmann                                         | Nina Helveg                                                                    | ,                                                                                              |                                                             |                                                             |                                                             |                                                             |
| Slow West                | John Maclean                                                | Iain Canning, Rachel Gardner, Emile Sherman, Conor McCaughan                   | ,                                                                                              |                                                             |                                                             |                                                             |                                                             |
| Im Sommer wohnt er unten | Tom Sommerlatte                                             | Iris Sommerlatte                                                               | ,                                                                                              |                                                             |                                                             |                                                             |                                                             |
| 2016                     |                                                             |                                                                                |                                                                                                |                                                             |                                                             |                                                             |                                                             |
| Hymyilevä mies           | Juho Kuosmanen                                              | Juho Kuosmanen                                                                 | ,                                                                                              |                                                             |                                                             |                                                             |                                                             |
| Câini                    | Bogdan Mirica                                               | Marcela Ursu                                                                   | ,                                                                                              |                                                             |                                                             |                                                             |                                                             |
| Liebmann                 | Jules Herrmann                                              | Jules Herrmann                                                                 | Alemanya                                                                                       |                                                             |                                                             |                                                             |                                                             |
| Sufat Chol               | Elite Zexer                                                 | Haim Mecklberg, Estee Yacov-Mecklberg                                          | Israel                                                                                         |                                                             |                                                             |                                                             |                                                             |
| Thirst                   | Svetla Tsotsorkova                                          | Svetla Tsotsorkova, Nadejda Koseva                                             | Bulgària                                                                                       |                                                             |                                                             |                                                             |                                                             |
| 2017                     |                                                             |                                                                                |                                                                                                |                                                             |                                                             |                                                             |                                                             |
| Lady Macbeth             | William Oldroyd                                             | Fodhla Cronin O'Reilly                                                         | Regne Unit                                                                                     |                                                             |                                                             |                                                             |                                                             |
| Petit Paysan             | Hubert Charuel                                              | Stéphanie Bermann, Alexis Dulguerian                                           | França                                                                                         |                                                             |                                                             |                                                             |                                                             |
| Bezbog                   | Ralitza Petrova                                             | Rossitsa Valkanova, Eva Jakobsen, Laurence Clerc                               | ,                                                                                              |                                                             |                                                             |                                                             |                                                             |
| Estiu 1993               | Carla Simón                                                 | Valérie Delpierre, Stefan Schmitz, María Zamora                                | Espanya                                                                                        |                                                             |                                                             |                                                             |                                                             |
| Die Einsiedler           | Ronny Trocker                                               | Susanne Mann, Paul Zischler                                                    | ,                                                                                              |                                                             |                                                             |                                                             |                                                             |
| 2018                     |                                                             |                                                                                |                                                                                                |                                                             |                                                             |                                                             |                                                             |
| Girl                     | Lukas Dhont                                                 | Dirk Impens                                                                    | ,                                                                                              |                                                             |                                                             |                                                             |                                                             |
| Egy nap                  | Zsófia Szilágyi                                             | Edina Kenesei, Ági Pataki                                                      | Hongria                                                                                        |                                                             |                                                             |                                                             |                                                             |
| Sashishi deda            | Ana Urushadze                                               | Lasha Khalvashi, Tinatin Kajrishvili                                           | ,                                                                                              |                                                             |                                                             |                                                             |                                                             |
| Den skyldige             | Gustav Möller                                               | Lina Flint                                                                     | Dinamarca                                                                                      |                                                             |                                                             |                                                             |                                                             |
| Dene wos guet geit       | Cyril Schäublin                                             | Silvan Hillmann, Cyril Schäublin, Lara Hacisalihzade                           | Suïssa                                                                                         |                                                             |                                                             |                                                             |                                                             |
| Nu mă atinge             | Adina Pintilie                                              | Adina Pintilie, Bianca Oana, Philippe Avril                                    | ,,                                                                                             |                                                             |                                                             |                                                             |                                                             |
| 2019                     |                                                             |                                                                                |                                                                                                |                                                             |                                                             |                                                             |                                                             |
| Les Misérables           | Ladj Ly                                                     | Toufik Ayadi, Christophe Barral                                                | França                                                                                         |                                                             |                                                             |                                                             |                                                             |
| Aniara                   | Pella Kagerman, Hugo Lilja                                  | Annika Rogell                                                                  | ,                                                                                              |                                                             |                                                             |                                                             |                                                             |
| Atlantique               | Mati Diop                                                   | Judith Levy                                                                    | ,                                                                                              |                                                             |                                                             |                                                             |                                                             |
| Blindsone                | Tuva Novotny                                                | Elisabeth Kvithyll                                                             | ,                                                                                              |                                                             |                                                             |                                                             |                                                             |
| Irina                    | Nadejda Koseva                                              | Stefan Kitanov                                                                 | Bulgària                                                                                       |                                                             |                                                             |                                                             |                                                             |
| Ray & Liz                | Richard Billingham                                          | Jacqui Davies                                                                  | Regne Unit                                                                                     |                                                             |                                                             |                                                             |                                                             |

### Dècada del 2020
| Any                   | Títol                                | Director(s) | Productor(s)                                             | País                                 |                                      |
| --------------------- | ------------------------------------ | --- | -------------------------------------------------------- | ------------------------------------ | ------------------------------------ |
| 2020                  | Descobriment europeu - Prix Fipresci | Descobriment europeu - Prix Fipresci                                                                                                  | Descobriment europeu - Prix Fipresci                     | Descobriment europeu - Prix Fipresci | Descobriment europeu - Prix Fipresci |
| 2020                  | Sole                                 | Carlo Sironi | Giovanni Pompili                                         | ,                                    |                                      |
| 2020                  | Pun mjesec                           | Nermin Hamzagic | Amra Baksic Camo, Adis Djapo                             | Bòsnia i Hercegovina                 |                                      |
| 2020                  | Gagarine                             | Fanny Liatard, Jérémy Trouilh | Julie Billy, Carole Scotta                               | França                               |                                      |
| 2020                  | Instinct                             | Halina Reijn | Frans Van Gestel, Laurette Schillings, Arnold Heslenfeld | Països Baixos                        |                                      |
| 2020                  | Izaokas                              | Jurgis Matulevicius | Stasys Baltakis                                          | Lituània                             |                                      |
| 2020                  | Jumbo                                | Zoé Wittock | Anaïs Bertrand, Annabella Nezri, Gilles Chanial          | ,                                    |                                      |
| 2021 (34ns)           |                                      | |                                                          |                                      |                                      |
| Promising Young Woman | Emerald Fennell                      | Emerald Fennell, Josey McNamara, Ben Browning, Ashley Fox                                                                             | ,                                                        |                                      |                                      |
| Dasatskisi            | Dea Kulumbegashvili                  | Ilan Amouyal, David Zerat, Rati Oneli, Paul Rozenberg                                                                                 | ,                                                        |                                      |                                      |
| Lamb                  | Valdimar Jóhannsson                  | Hrönn Kristinsdóttir, Sara Nassim, Piodor Gustafsson, Klaudia Smieja, Jan Naszewski                                                   | ,                                                        |                                      |                                      |
| Un monde              | Laura Wandel                         | Stéphane Lhoest, Jan De Clercq | Bèlgica                                                  |                                      |                                      |
| Pleasure              | Ninja Thyberg                        | Erik Hemmendorff, Eliza Jones, Markus Waltå, Leontine Petit, Erik Glijnis, Frédéric Fiore, Eric Tavitian, Peter Possne, Anna Croneman | ,                                                        |                                      |                                      |
| Kitoboi               | Philipp Yuryev                       | Aleksey Uchitel, Radoslawa Bardes, Marion Hansel                                                                                      | ,                                                        |                                      |                                      |

^[a] Premi atorgat com a Millor pel·lícula jove o Jove pel·lícula europea de l'any